# Anna Karenina
 For alternative betydninger, se Anna Karenina (flertydig). (Se også artikler, som begynder med Anna Karenina)
Anna Karenina (russisk: Анна Каренина) er en roman af den russiske forfatter Lev Tolstoj publiceret i tidsskriftet Russkiy Vestnik i årene 1873–1877 og i bogform i 1878. Romanens åbningssætning er kendt: "Alle lykkelige familier ligner hinanden, hver ulykkelig familie er ulykkelig på sin egen måde."
Romanen har to parallelle historier: overklassefruen Annas forelskelse i officeren Vronskij fører til utroskab og opløsning af ægteskab og familie, mens godsejeren Levins forelskelse i den unge Katerina (Kitty) fører til familielykke og glæde over det enkle og arbejdsomme liv på landet.
Anna Karenina er en af de store kærlighedsromaner, men kan også læses som et lærestykke i livsvisdom.
Anna kan ses som en romantisk heltinde, men lige så meget som et dybt trængende menneske. Hun er så desperat efter at undslippe sit tomme liv og sin tørre ægtemand, at hun er villig til at risikere et dødsdømt og yderst skæbnesvangert kærlighedsforhold.

## Tilblivelse
I 1873, da Tolstoj begyndte at skrive Anna Karenina, var han midt i planlægningen af en historisk roman om Peter den Store, der var påbegyndt i 1870. Emnet overskred imidlertid Tolstojs kræfter, og han skrev til en ven: "Jeg er i meget slet humør. Kommer ingen vegne. Projektet, jeg har valgt, er utroligt vanskeligt...og jeg føler mine kræfter svinde hen." Tolstoj havde brug for et mere overkommeligt emne, mere personligt og intimt. Henri Troyat forklarer det i sin biografi som en åbenbaring, forfatteren fik. Året forinden var Tolstoj blevet dybt berørt af en tildragelse i sit nabolag. Hans ven og nabo, bekkasinjægeren Bibikov, levede sammen med sin elskerinde, den omgængelige Anne Stepanovna Pirogova, men var kommet til at foretrække familiens tyske barnepige, som han ønskede at gifte sig med. Da Anna Stepanovna fik det at vide, løb hun sin vej i smerte og fortvivlelse med noget tøj, og flakkede omkring de tre næste dage ude af sig selv af sorg. Så kastede hun sig foran et godstog ved Jasenki-stationen. Hun havde sendt et brev til Bibikov 4. januar 1872: "Du er min morder. Vær lykkelig, hvis en morder kan være lykkelig. Hvis du vil, kan du se mit lig på jernbanelinjen ved Jasenki."
Dagen efter gik Tolstoj ned til banegården som tilskuer til den obduktion, der blev foretaget i nærvær af en politibetjent. Tolstoj stod i et hjørne af skuret og så kvindens lig på bordet. Hendes hoved var knust, og hendes kærlighed havde ikke bragt hende andet end en hæslig død.